# Tim Danneberg
Tim Danneberg (* 23. April 1986 in Minden) ist ein ehemaliger deutscher Fußballspieler und jetziger Fußballtrainer.

## Karriere

### Als Spieler
Nachdem er in der Jugend bei Union Minden gespielt hatte, wechselte der aus dem ostwestfälischen Nordhemmern stammende defensive Mittelfeldspieler im Jahr 2000 zur A-Jugend von Arminia Bielefeld. Bei der Arminia schaffte Danneberg zur Saison 2004/05 den Sprung in die zweite Herrenmannschaft, die in der Regionalliga Nord spielte. Nach dem Abstieg der Amateure wurde Danneberg in der Bundesligamannschaft von Arminia Bielefeld eingesetzt, für die er jedoch kaum zu Spieleinsätzen kam und nach zwei Jahren sieben Einsätze vorzuweisen hatte.
In der Saison 2007/08 wurde er für ein Jahr an Eintracht Braunschweig ausgeliehen und kam in 31 Punktspielen und einem Pokalspiel zum Einsatz. Im Juni 2008 löste er seinen noch bis 2009 laufenden Vertrag bei Arminia Bielefeld und unterschrieb einen Zweijahresvertrag bei Eintracht Braunschweig. In beiden Spielzeiten war er Stammspieler im zentralen Mittelfeld der Eintracht, die sich für die 3. Liga qualifiziert hatte. Zur Saison 2010/11 wechselte Danneberg innerhalb der Liga zum SV Sandhausen. Auch dort hatte er einen Stammplatz. In seinem zweiten Jahr erreichte er mit dem Team die Ligameisterschaft und stieg in die 2. Bundesliga auf. Zur Saison 2013/14 verpflichtete ihn Drittligaaufsteiger Holstein Kiel, bei dem er einen Zweijahresvertrag unterschrieb. Im Sommer 2014 wechselte er kurz vor dem Ende der Transferperiode innerhalb der 3. Liga zum Chemnitzer FC und verließ diesen am Saisonende 2016/17 aus familiären Gründen.
Zur Saison 2017/18 schloss sich Danneberg dem VfL Osnabrück an; wo er einen bis Juni 2019 gültigen Vertrag erhielt und von Saisonbeginn an Stammspieler war. Am 11. Spieltag der Saison 2017/18 wurde er mit seinem 279. Einsatz in der 3. Liga deren alleiniger Rekordspieler und ließ Alf Mintzel hinter sich. Mit den Niedersachsen stieg der Mittelfeldspieler 2019 in die 2. Bundesliga auf, sein auslaufender Vertrag als Spieler wurde jedoch nicht verlängert. Er beendete daraufhin seine Karriere als Fußballspieler und steht mit 332 Partien auf Platz 2 der Spieler mit den meisten Einsätzen in der 3. Liga.

### Als Trainer
Zur Saison 2019/20 stieß Danneberg zum Funktionsteam seines bisherigen Arbeitgebers VfL Osnabrück und übernahm die Position des zweiten Co-Trainers der Profimannschaft unter Daniel Thioune. Auch unter dessen Nachfolgern Marco Grote, Markus Feldhoff und Daniel Scherning übernahm er den Posten des Co-Trainers. Nachdem Scherning Mitte August 2022 zu Arminia Bielefeld gewechselt war, übernahm Danneberg die Mannschaft interimsweise für zwei Spieltage und wurde dabei von Danilo de Souza unterstützt. Unter Schernings Nachfolgern Tobias Schweinsteiger und Uwe Koschinat war er ebenfalls Co-Trainer. Ende September 2024 wurde Danneberg nach der Trennung von Koschinat erneut Interimstrainer. Er betreute die Mannschaft am 7. Spieltag der Drittligasaison 2024/25 und verlor mit 2:5 gegen Energie Cottbus. Unter dem neuen Cheftrainer Pit Reimers rückte er wieder in das Amt des Co-Trainers. Am 10. Dezember 2024 wurde er nach der Trennung des Vereins von Reimers gemeinsam mit Heiko Flottmann von seiner Aufgabe entbunden.
In der Winterpause übernahm er die Position des Trainers der U-19-Mannschaft des VfL.

## Erfolge
- Deutscher Drittligameister und Aufstieg in die 2. Bundesliga (2): 2012 (SV Sandhausen), 2019 (VfL Osnabrück)
- Sachsenpokalsieger (2): 2015, 2017 (beide Chemnitzer FC)
- Schleswig-holsteinischer Pokalsieger: 2014 (Holstein Kiel)
- Badischer Pokalsieger: 2011 (SV Sandhausen)